# Дијего Бенаљо
Дијего Бенаљо (итал. Diego Benaglio; 8. септембар 1983) бивши је швајцарски фудбалер италијанског порекла који је играо на позицији голмана.

## Статистика каријере

### Репрезентативна
| Швајцарска | Швајцарска | Швајцарска |
| Година     | Утакмице   | Голови     |
| ---------- | ---------- | ---------- |
| 2006       | 4          | 0          |
| 2007       | 4          | 0          |
| 2008       | 10         | 0          |
| 2009       | 7          | 0          |
| 2010       | 8          | 0          |
| 2011       | 8          | 0          |
| 2012       | 7          | 0          |
| 2013       | 6          | 0          |
| 2014       | 7          | 0          |
| Укупно     | 61         | 0          |

## Успеси
Волфсбург
- Бундеслига: 2008/09.
- Куп Немачке: 2014/15.